# Orderpapier
Orderpapiere sind auf einen Namen lautende Wertpapiere, die durch Einigung, Indossament und Übergabe übertragen werden können. Der Begriffsbestandteil „Order“ bedeutet in diesem Zusammenhang, dass jemand den Auftrag zur Übertragung erteilt.  

## Allgemeines
Inhaberpapiere können durch bloße Einigung und Übergabe – wie bewegliche Sachen – übertragen werden. Das verleiht ihnen die höchste Verkehrsfähigkeit. Bei Orderpapieren ist diese Verkehrsfähigkeit bereits eingeschränkt, weil eine bloße Einigung und Übergabe zur wirksamen Übertragung der Rechte aus einem Orderpapier nicht genügt. Vielmehr muss durch einen auf dem zu übertragenden Papier anzubringenden Vermerk dessen Übertragung nachgewiesen werden.
Nach der Rechtsscheintheorie bedarf es zur Entstehung einer Verbindlichkeit aus einem Inhaber- oder Orderpapier regelmäßig eines Begebungsvertrags.

## Arten
Wertpapierrechtlich wird zwischen geborenen und gekorenen Orderpapieren unterschieden. Bei geborenen Orderpapieren ist ihre Eigenschaft als Orderpapier kraft Gesetzes vorgesehen, während gekorene Orderpapiere erst durch Hinzufügung einer positiven Orderklausel zu Orderpapieren ausgestaltet werden können; ohne Orderklausel sind sie Rektapapiere. Es gibt in Deutschland kein Gesetz, in dem die Rechte aus Orderpapieren allgemeingültig für alle Orderpapiere geregelt sind. Der Gesetzgeber hat sich vielmehr entschieden, diese Regelungen Spezialgesetzen zu überlassen, sodass das Scheckgesetz (ScheckG), Wechselgesetz (WG), Aktiengesetz (AktG) oder das Handelsgesetzbuch (HGB) einzelne Vorschriften enthalten, die sich mit dieser Wertpapierart und deren Übertragung befassen. Der für Orderpapiere unerlässliche Übertragungsvermerk in Form eines Indossaments ist überwiegend im WG geregelt, dessen Vorschriften hierüber auch für die übrigen Orderpapiere anwendbar sind, sofern sie mit ihrer Rechtsnatur vereinbar sind. 

### Geborene Orderpapiere
Diese Art der Wertpapiere gehört kraft Gesetzes, ohne dass es einer Orderklausel bedarf, zu den Orderpapieren. Der Scheck ist kraft Gesetzes ein Orderpapier (Art. 14 ScheckG), das gilt auch für den Wechsel (Art. 11 Abs. 1 WG), den Interims- oder Zwischenschein (§ 10 Abs. 3 AktG) und die Namensaktie (§ 68 AktG). Durch Verweis auf die Bestimmungen für Namensaktien dürfen auch Investmentzertifikate als Orderpapier ausgestellt werden (§ 95 Abs. 1 KAGB). Danach können Investmentzertifikate auf den Inhaber (dann gehören sie zu den Inhaberpapieren) oder auf Namen (dann sind sie Orderpapiere) lauten. Inhaberpapiere werden durch dingliche Einigung und Übergabe übertragen, Orderpapiere bedürfen eines Indossaments. Lauten sie auf den Inhaber, sind sie in einer Sammelurkunde zu verbriefen und der Anspruch auf Einzelverbriefung ist auszuschließen; lauten sie auf den Namen, so gelten für sie die §§ 67 AktG und § 68 AktG entsprechend.
Um insbesondere im Kreditwesen die Verkehrsfähigkeit des Schecks zu erhöhen, wird durch die Anbringung der Überbringerklausel („oder an Überbringer“) der Scheck zum Inhaberscheck und damit zu einem „technischen“ Inhaberpapier. Das ist auch bei Wechsel, Interimsschein und der Namensaktie möglich, indem auf diesen ein Blankoindossament angebracht wird. Interimsscheine (Anrechtsscheine) sind vorläufige Urkunden, die nach Gründung einer Aktiengesellschaft oder bei Kapitalerhöhung vor Ausstellung der endgültigen Aktien anstelle dieser ausgegeben werden, solange es nicht zur Eintragung der AG bzw. Eintragung der Kapitalerhöhung im Handelsregister kommt (§ 10 Abs. 3, § 68 AktG). Namensaktien sind trotz ihrer Bezeichnung keine Namens- (Rekta-), sondern Orderpapiere (§ 68 AktG). Sie können durch Indossament (auch Blankoindossament) übertragen werden. Die Eigentumsübertragung kann durch die Satzung erschwert werden (vinkulierte Namensaktie, § 68 Abs. 2 AktG). Da als Aktionär nur gilt, wer im Aktienregister eingetragen ist, muss bei Übertragung der Aktie eine Löschung und Neueintragung erfolgen. Vinkulierte Namensaktien sind erforderlich, wenn der Gegenwert bei der Ausgabe nicht vollständig bezahlt wird und dem Aktionär eine Einzahlungsverpflichtung obliegt. Investmentzertifikate sind Anteilsscheine, welche die Rechtsstellung des Anteilsinhabers gegenüber der Kapitalanlagegesellschaft verbriefen.

### Gekorene Orderpapiere
Während Spezialgesetze wie Scheckgesetz, Wechselgesetz oder Aktiengesetz die Ausgestaltung dieser Wertpapiere als geborene Orderpapiere vorsehen, sind die gekorenen Orderpapiere ausnahmslos im HGB geregelt. Dazu gehören die fünf kaufmännischen Orderpapiere des § 363 HGB. Hier sind die gekorenen Orderpapiere abschließend aufgezählt. Es handelt sich um die (Transport)Versicherungspolice, den Ladeschein, den (Order-)Lagerschein, den kaufmännischen Verpflichtungsschein und das Konnossement. Dabei gehören der Ladeschein, der Lagerschein und das Konnossement zu den so genannten Traditionspapieren, bei denen der legitimierte Inhaber des Papiers gleichzeitig der Eigentümer der hierin verbrieften Waren ist. Außerdem sind die Orderschuldverschreibungen der Bundesrepublik Deutschland und der Länder gekorene Orderpapiere, weil sie zu den kaufmännischen Verpflichtungsscheinen gerechnet werden. Das trifft nach heute herrschender Meinung auch auf den Reisescheck zu, der trotz seiner Bezeichnung kein Scheck ist.

## Indossament
Ein Indossament (Begebungsvermerk) ist dabei ein gesetzlich vorgesehener schriftlicher Übertragungsvermerk auf dem Orderpapier, dessen Funktionen abschließend im Wechselgesetz geregelt sind. Das Wechselgesetz wurde hierfür ausgewählt, weil der Wechsel das typische Orderpapier darstellt. Durch eine lückenlose Kette von Indossamenten, die auf den Aussteller der Urkunde zurückzuführen sein muss, ist der Indossant als berechtigter Inhaber des Orderpapiers legitimiert, vom Aussteller oder Schuldner des Orderpapiers Leistung zu verlangen. Der das Orderpapier Übertragende heißt Indossant, der Empfänger aus dem Indossament wird Indossatar genannt. Der Indossant kann alle Rechte aus dem Orderpapier im eigenen Namen geltend machen, wobei der gutgläubige Erwerb geschützt ist (Art. 16 Abs. 2 WG, § 365 Abs. 1 HGB). Die Traditionspapiere repräsentieren die in ihnen verbriefte Ware, so dass deren Übertragung durch Indossament auch Eigentum an der Ware überträgt.

### Funktionen des Indossaments
Ein Vollindossament besitzt drei Funktionen:
- Transportfunktion (Art. 14 WG): Durch das Indossament werden alle Rechte (insbesondere Eigentum) aus dem Orderpapier vom bisherigen Gläubiger (Indossanten) auf den neuen Eigentümer (Indossatar) übertragen.
- Garantiefunktion (Art. 15 WG): Jeder Indossant (beim Wechsel auch der Wechselaussteller) haftet gegenüber jedem zukünftigen rechtmäßigen Inhaber für die (Annahme des Wechsels und) Leistung der verbrieften Schuld.
- Legitimationsfunktion (Art. 16 WG): Als Berechtigter gilt der Inhaber des Orderpapiers, der auf diesem eine ununterbrochene Indossamentkette vorweisen kann, auch dann, wenn das letzte Indossament ein Blankoindossament ist.

Wird der Name des Indossatars nicht angegeben, handelt es sich um ein Blankoindossament (Art. 13 Abs. 2 WG bzw. Art. 16 Abs. 2 SchG); es besteht in der bloßen Unterschrift des Indossanten. Jeder Inhaber eines blanko-indossierten Orderpapiers gilt dann als Berechtigter, weitere Indossamente sind nicht mehr erforderlich.

## Orderklausel
Eine Order ist ein besonderer, auf dem Papier hinzugefügter und dessen Übertragbarkeit betreffender Vermerk. Erst die positive Orderklausel („für uns an die Order von…“ oder ein ähnlicher Vermerk) macht gekorene Orderpapiere zu Orderpapieren. Bei geborenen Orderpapieren wird die positive Orderklausel vom Gesetz als vorhanden vorausgesetzt; geborene Orderpapiere ohne positive Orderklausel kann es deshalb nicht geben. 
Bei den gekorenen Orderpapieren wird die Orderklausel hingegen gesetzlich nicht verlangt, sodass sie im Rechtsverkehr erst durch Anbringen der positiven Orderklausel zu Orderpapieren gestaltet werden. Fehlt es an der Orderklausel, sind diese Papiere technisch Rektapapiere. Deshalb ist bei deren Ausstellung noch eine positive Orderklausel anzubringen. Wird hingegen bei gekorenen Orderpapieren die Rektaklausel (oder „negative Orderklausel“) angebracht („nicht an Order“), so handelt es sich ebenfalls um technische Rektapapiere.

## „Technische“ Inhaberpapiere
Zulässige Gestaltungsformen des Indossaments können Orderpapieren den Charakter von Inhaberpapieren verleihen. Wird auf Orderpapieren ein Blankoindossament angebracht, so kann der Indossatar seinerseits das Orderpapier durch bloße Einigung und Übergabe übertragen wie dies bei echten Inhaberpapieren der Fall ist. Beim Blankoindossament ist der Indossatar namentlich nicht genannt, sodass die eigentliche Funktion eines Orderpapiers, den Namen des jeweiligen Inhabers zu tragen, außer Kraft gesetzt wird. Als Vollindossament erfüllt das Blankoindossament alle drei Funktionen des Indossaments, also Legitimationsfunktion, Transportfunktion und Garantiefunktion. Das Gesetz stellt die Orderpapiere den Inhaberpapieren gleich, wenn sie mit einem Blankoindossament versehen sind (§ 234 BGB für die Sicherheitsleistung, § 1084 BGB bei verbrauchbaren Sachen, § 1814 Satz 3 BGB für die Hinterlegung oder § 2116 Abs. 1 Satz 3 BGB im Erbrecht).

## „Technische“ Rektapapiere
Geborene und gekorene Orderpapiere werden durch das Rektaindossament („für uns an X, aber nicht an Order“) technisch zu Rektapapieren und können deshalb nachfolgend nicht mehr durch Indossament, sondern nur noch durch Zession übertragen werden. Mit dem Rektaindossament will der Indossant ausschließen, dass jemand anderer als der benannte Indossatar die Leistung vom Schuldner verlangen darf. Typisches Beispiel ist der Rektawechsel, der nach Art. 11 Abs. 2 WG nur noch mittels Zession übertragen werden kann. Beim Wechsel wird durch das Rektaindossament außerdem die Haftung des Indossanten auf den Indossatar begrenzt. Auch gekorene Orderpapiere, die keine Orderklausel oder gar eine Rektaklausel enthalten, werden technisch zu Rektapapieren.

## Geltendmachung des Anspruchs
Geltendmachung des Anspruchs aus einem Orderpapier bedeutet, dass der legitimierte Inhaber des Papiers bei Fälligkeit des hierin verbrieften Rechts seinen Anspruch auf Leistung vom Schuldner gegen Aushändigung der Urkunde verlangen kann. Der Besitz des Papiers und eine lückenlose Indossamentenkette, die auf den Aussteller zurückzuführen sein muss, begründen die uneingeschränkte Vermutung der materiellen Berechtigung des Inhabers. Der Schuldner darf dem Inhaber lediglich Einwendungen entgegensetzen, wie sie sich aus § 364 Abs. 2 HGB und Art. 17 WG ergeben; beide Vorschriften – die eine ist positiv, die andere negativ formuliert – sind deckungsgleich.
- Urkundliche Einwendungen: aus dem Inhalt der Urkunde kann der Schuldner etwa die mangelnde Fälligkeit der Leistung einwenden;
- Gültigkeitseinwendungen: aus der Urkunde kann der Schuldner etwa die mangelnde Geschäftsfähigkeit eines Indossanten oder die Lückenhaftigkeit der Indossamentenkette einwenden;
- Persönliche Einwendungen: der Schuldner erklärt die Aufrechnung mit einer Gegenforderung.

## Verlust des Orderpapiers
Ist die Urkunde verloren gegangen, geht das hierin verbriefte Recht jedoch nicht unter. Erforderlich zur Geltendmachung von Rechten aus verloren gegangenen Orderpapieren ist dann eine Kraftloserklärung nach abgeschlossenem Aufgebotsverfahren. Das Ausschlussurteil der Kraftloserklärung ersetzt das verloren gegangene Orderpapier und verschafft dem Inhaber die ursprüngliche Rechtsstellung (§ 1018 ZPO). Das Aufgebotsverfahren ist für Orderpapiere gesetzlich vorgesehen.  
Kommt ein Orderpapier abhanden (etwa durch Diebstahl oder Verlust), so kann das Recht nur noch aufgrund eines im Aufgebotsverfahren (§§ 946 ff. ZPO) erwirkten Ausschlussurteils (§ 1018 ZPO) beim Schuldner geltend gemacht werden. Dies ist die Konsequenz aus dem Recht des Schuldners, dass dieser nur zur Leistung verpflichtet ist, wenn ihm die Urkunde vom Inhaber ausgehändigt wird.  